# Giuseppe Botti (papirologo)
Giuseppe Botti (Vanzone con San Carlo, 3 novembre 1889 – Firenze, 27 dicembre 1968) è stato un egittologo e papirologo italiano.

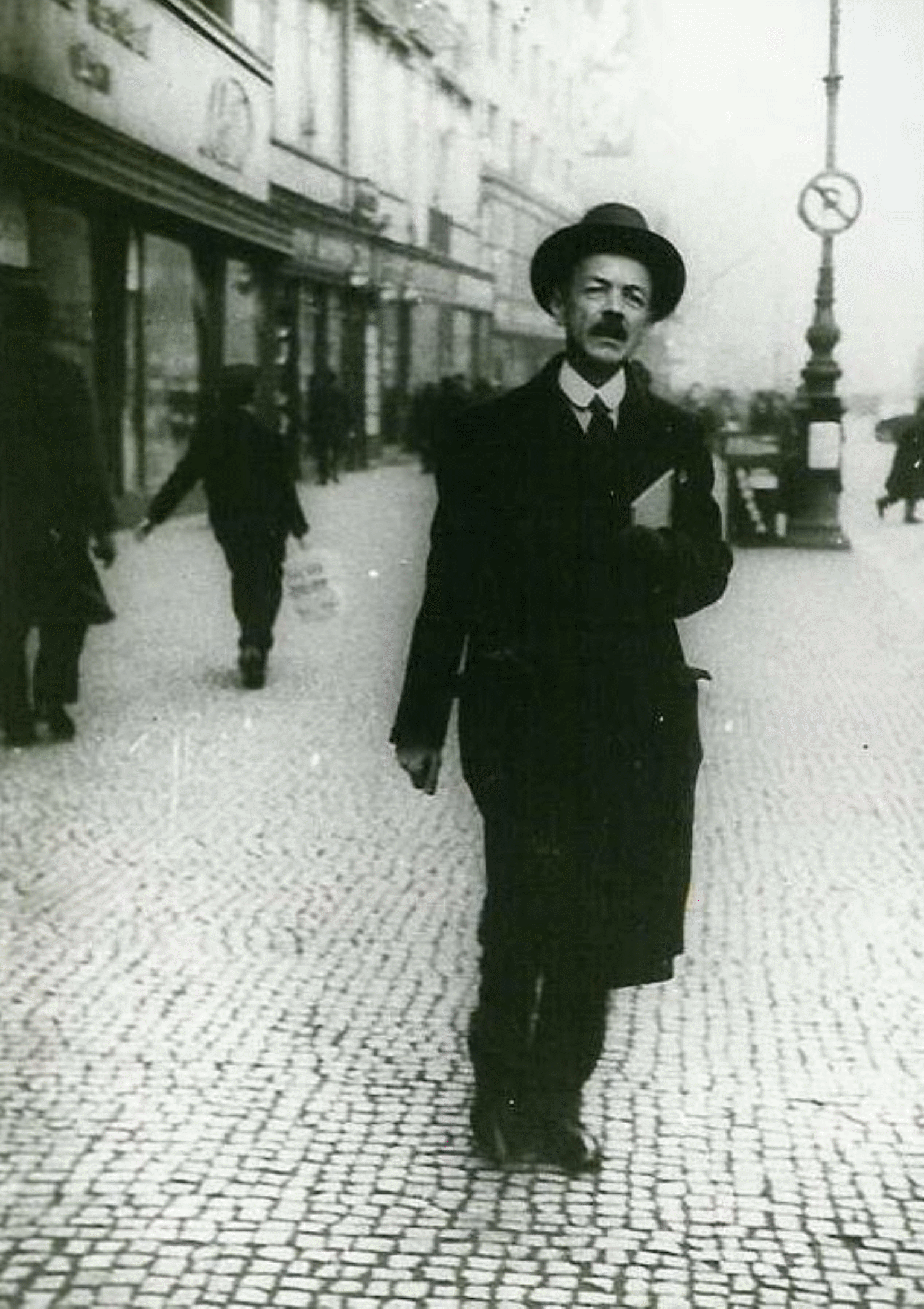
GB a Praga nel 1934

È noto nei settori dell'Egittologia e della Papirologia come "Giuseppe Botti secondo" per distinguerlo dall'omonimo egittologo Giuseppe Botti ("primo"), fondatore e direttore del Museo di Alessandria d'Egitto (1853-1903).

## Biografia

### Le origini
Carlo Giuseppe Gabriele Maria Botti nasce a Vanzone con San Carlo alle nove di sera del 3 novembre 1889 da Bartolomeo Botti e Maria Gorini. La famiglia, titolare di un negozio di drapperie a Vanzone, con una succursale anche a Macugnaga, era di origini parmensi: il nonno paterno, Giuseppe, venditore ambulante di tessuti, proveniva da Romezzano di Bedonia, una frazione appenninica in provincia di Parma, ed era emigrato con il fratello, a metà dell'Ottocento, fino all’estremo nord del Piemonte, in Valle Anzasca.

### Il periodo ossolano

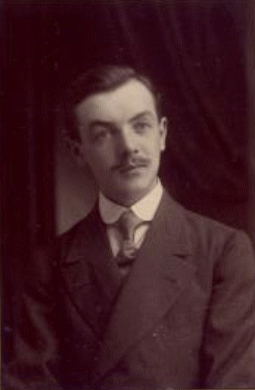
Giuseppe Botti nel giorno della laurea

Cresce nella frazione montana di Roletto e nell'ottobre 1899 viene iscritto alle scuole elementari come convittore dell’Istituto Salesiano "San Lorenzo" di Novara. In séguito, egli frequenta il Ginnasio inferiore “Cesare Balbo” a Torino e poi il Collegio “Mellerio-Rosmini” di Domodossola, per il Ginnasio superiore, dal 1906 al 1909. Iscrittosi all’Università degli Studi di Torino nella Facoltà di Lettere e Filosofia, il 17 dicembre 1913 si laurea a pieni voti e l’anno successivo consegue il Diploma di Magistero nella sezione di Filologia Classica.
Ancor prima di laurearsi si interessa allo studio del dialetto anzaschino, redigendone numerose schede scientifiche in qualità di corrispondente dell’Opera del Vocabolario dei dialetti della Svizzera italiana, come riconosciuto dal promotore stesso dell’opera, il linguista Carlo Salvioni: "Il Signor Dott. Giuseppe Botti è iscritto fin dal 1911 fra i corrispondenti regolari dell’Opera del Vocabolario della Svizzera italiana. In tale qualità egli ha diligentemente risposto ai più che 180 questionari emersi fin qui, e lo ha fatto nella piena comprensione degli intendimenti scientifici dell’impresa. Di modo che i suoi libretti relativi al dialetto di Vanzone, mentre costituiscono l’unico e preziosissimo documento di quel dialetto, vanno insieme considerati come un vero arricchimento della lingua e dialettologia italiana".
Inizia quasi subito ad insegnare materie letterarie in alcune scuole medie piemontesi e nei licei torinesi (entrerà di ruolo nel 1920), affiancando l’attività di docente allo studio del cristianesimo delle origini, sul quale pubblica alcuni contributi sulle riviste "Bollettino di Filologia classica", "Didaskaleion", "Historia", "Il mondo classico".

### Il periodo torinese

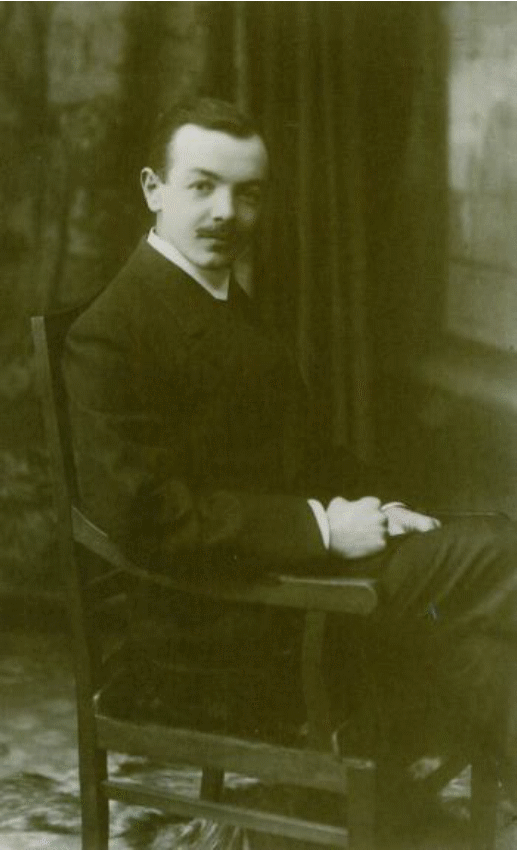
Giuseppe Botti negli Anni Venti

Abitando, in questi anni, a Torino, in una camera sita in Via Principe Amedeo, proprio nei pressi del Museo Egizio di Torino, che in quel periodo conosce un autentico rinnovamento per le scoperte archeologiche di Ernesto Schiaparelli, Botti si appassiona alla civiltà degli antichi Egizi. È proprio in quegli anni, infatti, che egli comincia a frequentare il Museo torinese e ad accostarsi all'Egittologia grazie agli insegnamenti dello Schiaparelli. Nel frattempo, egli matura anche la scelta di dedicarsi anima e corpo allo studio, rinunciando a crearsi una propria famiglia, a causa della tragica scomparsa della fidanzata Giuseppina Riccadonna, avvenuta nel 1918 dopo il contagio dell’Influenza Spagnola.
Sotto la guida dello Schiaparelli, Giuseppe Botti si occupa dell’ordinamento dei papiri torinesi appartenenti alla collezione di Bernardino Drovetti e pubblica i suoi primi contributi sui "Rendiconti dell’Accademia Nazionale dei Lincei". Nel 1928, alla morte dell'egittologo biellese (che gli aveva dato a intendere che lo avrebbe presto nominato suo assistente all'università, per prepararlo come successore alla direzione del Museo Egizio), alla guida del museo torinese viene incaricato dal Ministero Giulio Farina, che si dimostra subito avverso alla presenza di Botti, avendo una formazione e un’ideologia completamente opposte alle sue. Lo stesso anno Botti perviene tuttavia alla pubblicazione del prestigioso volume Il Giornale della Necropoli di Tebe, scritto in collaborazione con un allievo di Alan Gardiner, Thomas Eric Peet. L'opera consiste nell'edizione dei documenti relativi alla contabilità delle attività operaie nella necropoli reale di Deir el-Medina. Attraverso l’importante volume, la fama di Giuseppe Botti valica i confini nazionali e comincia ad attirare l'attenzione delle maggiori scuole orientalistiche europee.

### Il periodo fiorentino

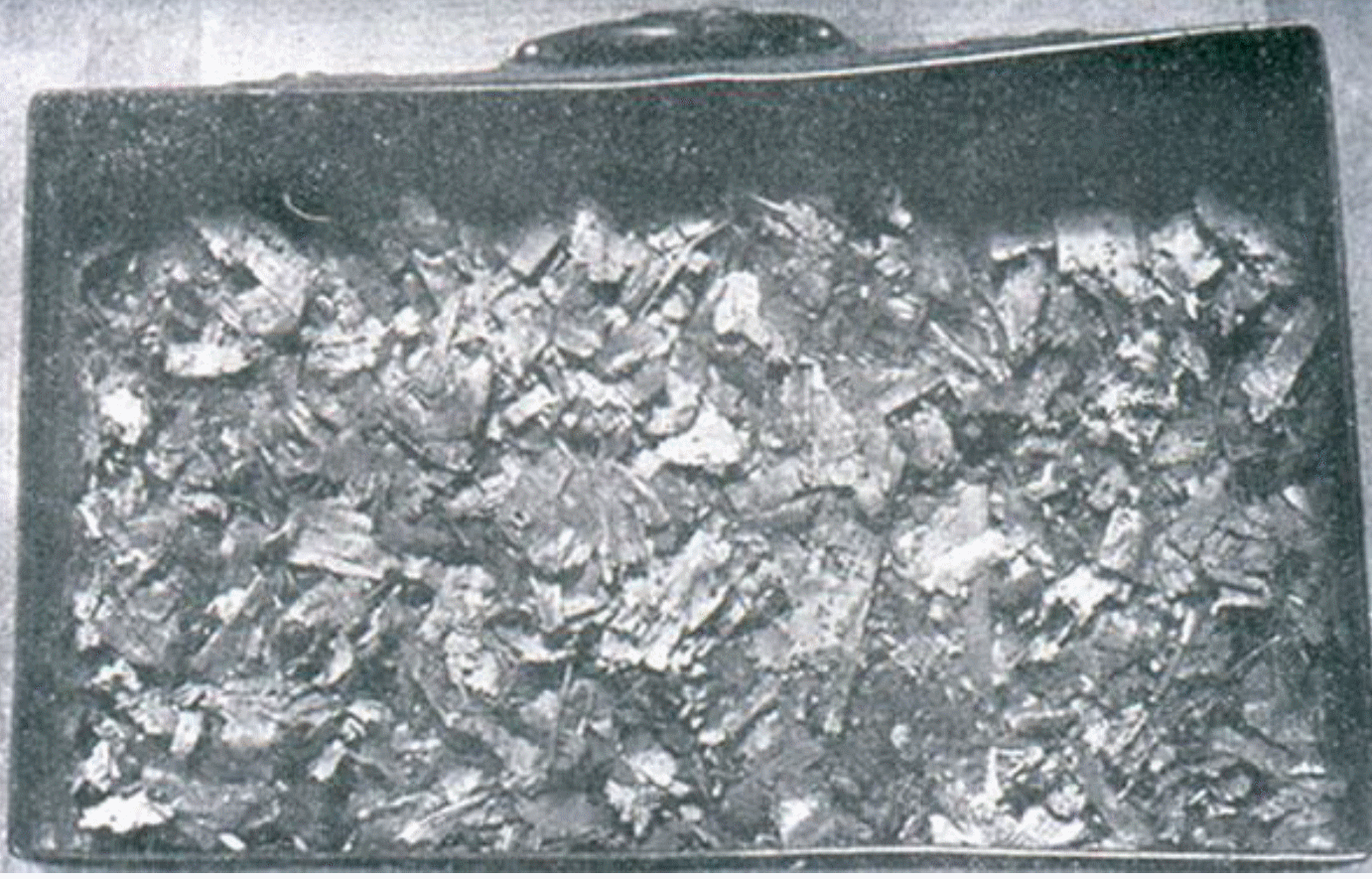
Una delle quattro valigie di frammenti papiracei scoperti da Carlo Anti a Tebtynis nel 1931

Per sviluppi più concreti delle sue prospettive di ricercatore, Botti deve attendere sino al 1932, anno in cui viene esonerato dall’insegnamento per essere comandato presso la Sezione Egizia del Museo Archeologico di Firenze, al fine di riordinarne la collezione e soprattutto per studiare i papiri ieratici e demotici scoperti presso l’Oasi del Fayum dall'archeologo Carlo Anti. Nel sito di Tebtynis, infatti, il 10 marzo 1931, Anti aveva portato alla luce una grande quantità di materiale papiraceo, conservato in due ripostigli sotterranei delle abitazioni addossate al grande muro di cinta del santuario del dio-coccodrillo Soknebtynis. I frammenti, riposti in quattro valigie metalliche, erano stati affidati al papirologo Girolamo Vitelli, che le consegna a GB nel luglio del 1933.
Così scriveva lo stesso Anti al Ministro dell'Educazione Nazionale: "Ad integrazione dell’attività di scavo in Egitto, attendo con ogni mezzo a costituire un piccolo nucleo di egittologi specialisti, in modo che fra qualche anno il nostro paese possa figurare con decoro anche in questo campo degli studi, dal quale ora è quasi del tutto assente. Elemento utile allo scopo è il Prof. Giuseppe Botti del R. Ginnasio Gioberti di Torino. Egli ha già varie pubblicazioni sull’egiziano ieratico ed ora sta dedicandosi allo studio dell’egiziano demotico. A questo scopo anzi si recherà fra breve a Praga con una borsa concessagli recentemente dal Ministero. Sarebbe peraltro necessario che egli potesse dedicarsi completamente agli studi preferiti, non tanto nell’interesse suo personale quanto in quello dell’egittologia in Italia. Perciò mi permetto di chiedere che egli sia comandato presso la sezione egizia del R. Museo archeologico di Firenze. Il direttore del museo, Prof. Antonio Minto, sarebbe lietissimo dell’assegnazione perché permetterebbe di affrontare il restauro e lo studio di un importante lotto di papiri ieratici e demotici da me scoperti e Tebtunis nel 1931 e dei quali il Governo egiziano ha permesso l’esportazione con il vincolo che siano pubblicati entro cinque anni. Senza l’opera del Botti si corre il rischio di non poter nemmeno iniziare il lavoro e quindi di perdere il prezioso complesso di papiri. Per questo mi lusingo che l’E.V. vorrà accogliere favorevolmente la proposta che onoro di farle. Sarebbe opportuno che il provvedimento fosse preso entro il Settembre, prima dell’inizio del nuovo anno scolastico".

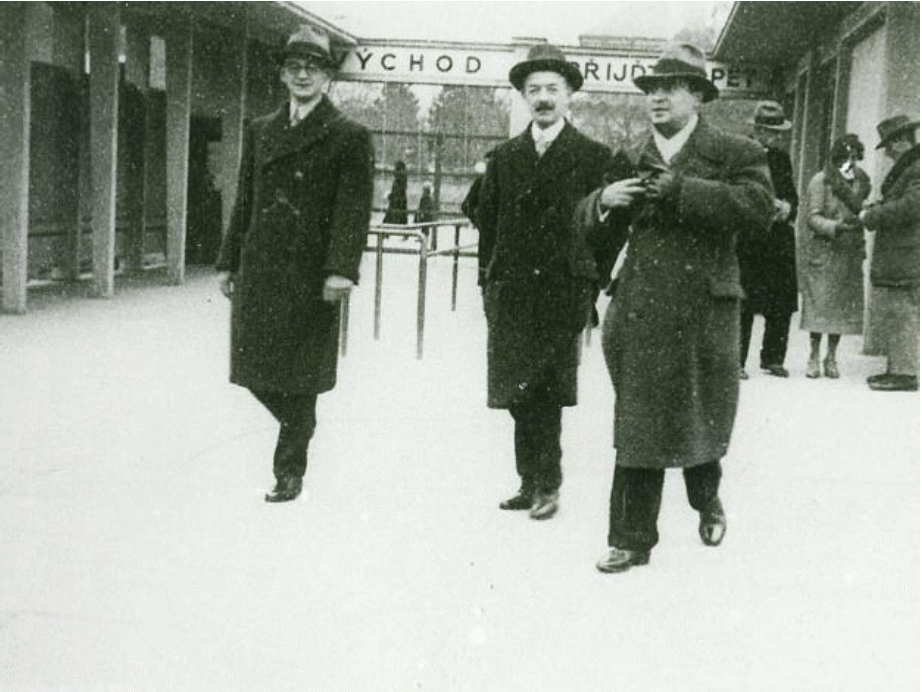
Giuseppe Botti a Praga nel 1933 con Jaroslav Cerny (a sinistra)

Negli anni accademici 1932/33, 1933/34 e anche nel 1939, sempre su esonero del Ministero e grazie ad un contributo di 3.000 Lire da parte della Fondazione Volta, prende parte ai corsi di demotico tenuti da František Lexa all'Università Carlo IV di Praga e di neoegiziano sotto l'apprezzato ieratista Jaroslav Černy. Nell'allora capitale cecoslovacca Botti riesce non solo a completare il suo bagaglio culturale relativo all'acquisizione degli strumenti idonei alla comprensione e allo studio di tutte le differenti lingue e scritture dell’antico Egitto (geroglifico, ieratico, demotico e copto), ma anche a coltivare la sua più grande amicizia, nata anni addietro tra le pareti del museo torinese, proprio con il Černy.
Per rendersi conto pienamente delle aspettative che Anti riponeva in Botti è istruttiva una colorita lettera dell'archeologo inviata a Minto il 21 maggio 1933: "Caro Minto, alla fine di giugno sarà di ritorno in Italia il Botti e verrà subito a Firenze. Ho avuto sue notizie dallo Cerny, autorevolissimo ieratista e mi ha detto che il Botti ha lavorato magnificamente e con ottimi risultati, sì che sarà certo raggiunto quello che era il mio scopo inviandolo a Praga, di cavarne un demotista che difenda il nome dell’Italia in questo campo. Può darsi che per “rifinirlo” potrà essere opportuno un suo ritorno a Praga e se mi riuscirà di avere dei quattrini allo scopo lo si potrà fare: sono certo che eventualmente tu farai volentieri anche questo sacrificio poiché si tratta di consolidare definitivamente uno studioso in un campo nel quale altrimenti siamo del tutto disarmati. Desidero anch’io che venga presto a Firenze a mettere mano ai molti papiri che lo aspettano per vedere cosa ne scapperà fuori".
Nel museo fiorentino Botti si impegna nell'ardua impresa di catalogazione e riordinamento l’enorme collezione posseduta dalla Sezione Egizia (si parlava di oltre 20.000 reperti). Contemporaneamente, dal 1935 al 1938, egli attende alla selezione e sistemazione dei numerosi frammenti di quasi 200 papiri ieratici e demotici provenienti dallo scavo di Tebtynis, nonché alla sorveglianza del loro graduale restauro, compiuto da Erminia Caudana di Torino, preparando il materiale indispensabile per il successivo lavoro di pubblicazione, riportando su oltre 10.000 schede tutto il lessico dei testi demotici già editi da Francis L. Griffith e Wilhelm Spiegelberg, non esistendo ancora un vero e proprio vocabolario demotico. Partecipa nel 1935 al IV Congresso Internazionale di Papirologia, svoltosi proprio a Firenze, presentando i dati preliminari del lavoro sui papiri di Tebtynis. 

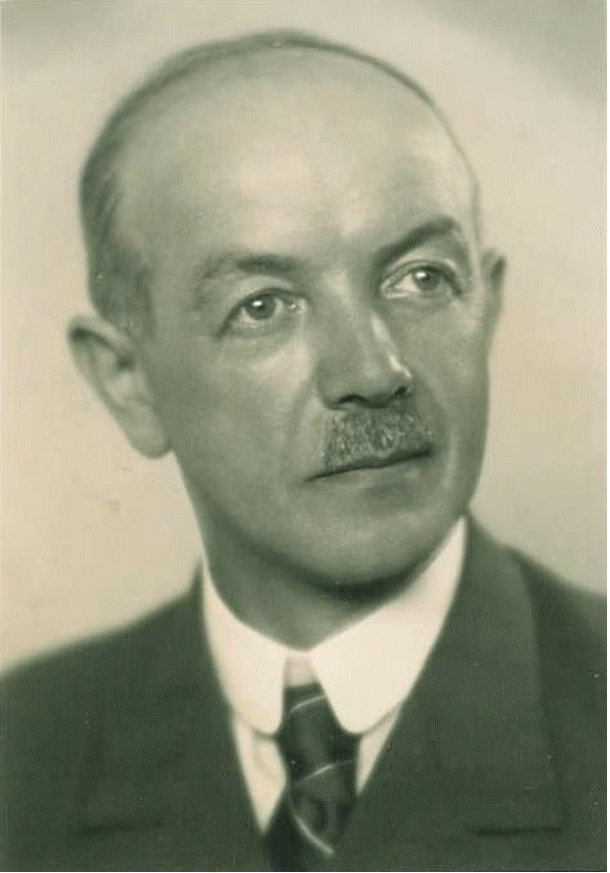
Giuseppe Botti nel 1939

Nel 1938 si occupa di un papiro ieratico custodito al Museo di Antichità di Parma e già studiato da Ippolito Rosellini (Il libro per entrare nel mondo sotterraneo e per arrivare nella sala della Verità. Da un papiro ieratico funerario del R. Museo di antichità di Parma), ma è nel 1939, all’uscita del brevissimo ma significativo studio su Il papiro demotico n° 1120 del Museo Civico di Pavia, che Botti viene definito, a tutti gli effetti, come il primo demotista nella storia dell’Egittologia italiana. Nel 1941, con la pubblicazione del volume Testi demotici, contenente l'edizione di papiri e ostraka conservati presso i Musei di Firenze, Napoli e Bologna, la sua fama si rinsalda oltre i confini nazionali, facendosi apprezzare anche all’estero per la specializzazione in questo difficilissimo campo. Nel 1942, presso l’Università degli Studi di Firenze, ottiene la libera docenza in Egittologia, che gli consente di tenere il suo primo corso libero nel successivo anno accademico: i temi riguardano "Origine e sviluppo dell’Egittologia quale scienza storica", "Studio della grammatica egiziana", "Lettura e interpretazione di brevi e facili testi geroglifici" (il corso riprenderà nel dopoguerra, nell’anno accademico 1951/52, sui temi "L’Egittologia dalla scoperta dello Champollion ai tempi nostri"; "L’Egittologia in Italia"; "Introduzione allo studio dei geroglifici"). 
Nel frattempo, presso il museo fiorentino, Botti si impegna per far accogliere i sarcofagi e le casse scoperte da Evaristo Breccia nel sito di El-Hibeh. L’attività di pubblicazione e studio di testi inediti (soprattutto papiri e ostraka, ma anche altri reperti iscritti come stele, vasi canopi, statuette) prosegue su riviste italiane ed estere, e in importanti miscellanee di studi. Verso la metà degli anni ’40 inizia la collaborazione con il demotista Aksel Volten, dell’Università di Copenhagen, in ragione del fatto che alcuni frammenti dei papiri fiorentini erano stati riconosciuti congeneri dei frammenti appartenenti all’Università danese e provenienti sempre da Tebtynis. Dopo ripetute visite del Volten a Firenze, Botti compì numerose missioni a Copenhagen, per giovarsi dei reciproci risultati soprattutto inerenti ad una nuova edizione, tanto attesa dalla comunità scientifica internazionale, dei papiri del “Romanzo del Faraone Petubastis”, rimasta purtroppo inedita per la morte del danese, avvenuta nel 1963.
Nel corso degli Anni Cinquanta, Botti cura la pubblicazione di diversi cataloghi di collezioni egizie italiane: Le sculture del Museo Gregoriano Egizio, in collaborazione con Pietro Romanelli (1951); Le antichità egiziane del Museo dell’Accademia di Cortona (1955); Le casse di mummie e i sarcofagi da El Hibeh nel Museo egizio di Firenze (1958); I cimeli egiziani del Museo di Antichità di Parma (1964, ma frutto di un intenso lavoro di revisione, restauro e catalogazione dei reperti iniziato almeno nel 1956). I legami di GB con Parma (fin dalla sua pubblicazione del 1938) risiedono nelle origini parmensi della famiglia, da lui molto sentite: ogni anno tornava, per le vacanze estive e fino alla festa della Madonna del Voto, cui era devoto, nella vecchia casa di famiglia a Romezzano di Bedonia.

### Il periodo romano

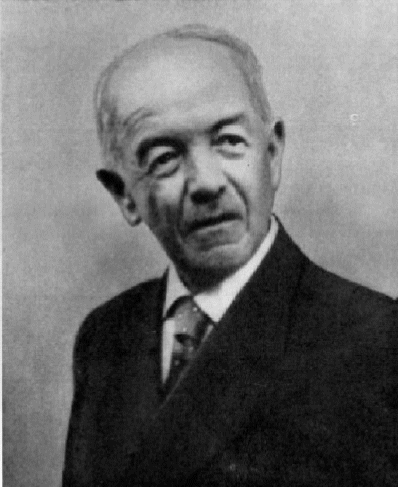
Giuseppe Botti tra gli anni Cinquanta e Sessanta

Nel dicembre del 1955, Botti vince il primo concorso italiano, indetto dal Ministero della Pubblica Istruzione, per una cattedra di ruolo di Egittologia presso l’Università Statale di Milano. All’inizio del 1956, è tuttavia chiamato ad occupare l'analoga cattedra, appena costituita, presso l’Università “La Sapienza” di Roma, prodigandosi anche per allestire, nel corso dei suoi pochi anni di docenza, una ricca biblioteca messa a disposizione degli studenti.
Nel 1958, il successo del volume Il mondo degli Egizi, scritto dall’egittologo tedesco Walther Wolf e tradotto in diverse lingue, induce la Casa Editrice Primato di Roma a pubblicarne l’edizione italiana, nella collana “Le grandi civiltà del passato”, chiamando alla revisione scientifica proprio Botti. Nel 1960, invece, è la prestigiosa Casa Editrice Treccani a commissionargli, per l’Enciclopedia dell’arte antica classica e orientale, la voce inerente all'Egittologia. Sono questi gli unici lavori di Botti attinenti a opere di divulgazione. Egli era assiduamente intento nella pubblicazione di testi inediti ed esclusivamente di carattere scientifico, che risultavano specialistici pure tra gli egittologi stessi. Del 1959 è ad esempio lo studio monografico La glorificazione di Sobk e del Fayyum in un papiro ieratico da Tebtynis, anticipato da alcuni articoli sullo stesso testo: un papiro ieratico, proveniente sempre dagli scavi di Carlo Anti, relativo al culto del dio-coccodrillo come Signore delle Acque del Fayum, che Botti ricollega ad una tipologia testuale già riconosciuta in un esemplare torinese e in uno della collezione britannica Amherst.
Il 1º novembre del 1965, per raggiunti limiti d’età, viene collocato a riposo, terminando la sua breve, ma significativa, carriera di docente universitario. Nella lettera ministeriale relativa al suo pensionamento si legge: "Sono sicuro di interpretare il pensiero di tutta l’Università italiana nel farLe direttamente giungere, unitamente alla mia, l’espressione del suo vivo ringraziamento per il valido impulso di dottrina e di esperienza che, durante lunghi anni, la Sua illuminata opera di Scienziato e di Maestro ha arrecato nel campo delle discipline filologiche. Torna ad onore della Scienza nostra la Sua insigne produzione scientifico-letteraria, con la quale Ella ha portato fondamentali contributi agli alti studi di Letteratura cristiana antica e di Egittologia. E pertanto, nell’esprimerLe il mio rammarico perché tra breve lascerà la Cattedra, cui ha dato tanto prestigio, formulo il cordiale augurio che il Suo nobile ingegno e la Sua esperienza di Maestro possano ancora a lungo giovare al progresso e al prestigio dell’alta Cultura nazionale".

### Gli ultimi anni

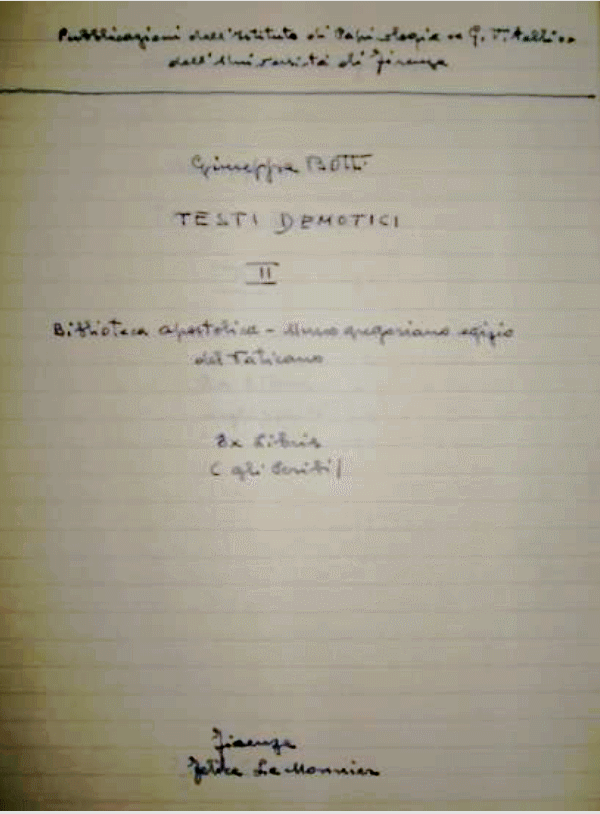
Bozza del frontespizio di "Testi Demotici II" nella calligrafia di Giuseppe Botti

Nel febbraio del 1967, per le "insigni benemerenze di Studioso e di Maestro", gli viene conferita l’onorificenza di Commendatore al Merito della Repubblica Italiana. Nello stesso anno, quando i suoi contributi accademici superano ormai la settantina, esce L’archivio demotico da Deir El-Medineh, la sua opera più significativa, che inaugura le pubblicazioni del Catalogo Generale del Museo Egizio di Torino. La sua ultima fatica, riguardante Il libro del respirare e un suo nuovo esemplare nel Papiro demotico n. 766 del Museo Egizio di Torino, viene invece pubblicata nel 1968 dal “Journal of Egyptian Archaeology”, nel numero dedicato all’amico Jaroslav Černy. Lo stesso anno viene marginalmente coinvolto nel caso del Papiro Tulli, un presunto testo egiziano (in realtà un'abile falsificazione) che descriverebbe strani fenomeni celesti osservati al tempo del faraone Thutmosis III: GB è contattato dal clipeologo Solas Boncompagni affinché fornisca un parere scientifico sul papiro, ma si dice impossibilitato a dare un responso definitivo per non aver mai potuto esaminare direttamente il documento in questione.
Nello stesso 1968, dopo alcuni mesi di declino (aveva già accusato nel corso della primavera un affaticamento dovuto a scompensi cardiaci), il 27 dicembre, presso l’Ospedale di Santa Maria Nuova a Firenze, GB termina la sua esistenza terrena, per essere poi sepolto nel cimitero di Vanzone, nella tomba dei cugini appartenenti alla famiglia Bozzo.
La scomparsa di GB lascia alcuni importanti lavori inediti, fra i quali, oltre alla già ricordata edizione dei papiri del "Romanzo del Faraone Petubastis", il volume Testi demotici II, che doveva riguardare l'edizione di stele, papiri e ostraka del Museo Gregoriano Egizio del Vaticano.

## Riconoscimenti
Dopo la sua morte, secondo le sue volontà testamentarie, i suoi libri, schedari e carteggi furono donati al Museo Egizio di Torino, dove furono collocati in una stanza denominata “Saletta Botti”, allestita grazie all’interessamento dell’allora Direttore Silvio Curto. Negli anni ’80, in séguito alla ristrutturazione e riorganizzazione dei locali, la sala venne disfatta: la ricca biblioteca, che riempiva tre capienti armadi metallici con i suoi circa mille volumi, venne inglobata nella biblioteca del Museo Egizio, mentre gli schedari e i carteggi vennero conservati in un deposito speciale della Soprintendenza. Oggi questi ultimi sono disponibili al pubblico presso l'Archivio di Stato di Torino, in seguito ad un accurato lavoro di catalogazione.
Nel 1984, Alessandro Roccati curò il volume Omaggio a Giuseppe Botti (Milano, Cisalpino-Goliardica), contenente la ristampa di 16 articoli significativi di Botti (specialmente sui documenti demotici del Museo torinese).
Il 19 dicembre del 1987, nel ventesimo anniversario della morte, il Comune di Vanzone con San Carlo intitolò a Botti le locali nuove Scuole Elementari. All'inaugurazione tenne un discorso commemorativo il Prof. Tullio Bertamini. Vennero applicati alla parete frontale dell’edificio una targa marmorea (“Al prof. Giuseppe Botti, 1889-1968. Esimio cultore di scienze umane, sommo interprete dell’egizio idioma, che con l’alta disciplina degli studi ha onorato il paese natale. La comunità memore dedica, 19 dicembre 1987”) e un medaglione bronzeo, opera dello scultore Luigi Teruggi, raffigurante l’immagine di Botti a mezzo busto. Lo stabile nel quale erano collocate si trovava all’inizio della salita che conduce alla frazione di Roletto. Attualmente la Scuola Elementare di Vanzone, sempre intitolata a Giuseppe Botti, ha una nuova sede insieme alle Scuole Medie “G. Borgna”.
Il Comune di Bedonia ha intitolato a Giuseppe Botti una delle strade principali dell'abitato.
A Botti è stato dedicato il X Convegno Nazionale di Egittologia e Papirologia (1-2 febbraio 2006) tenuto all'Università degli Studi di Roma "La Sapienza".
Per impulso del pronipote, Marco Botti, che ne ha ricostruito, dopo più di dieci anni di ricerca, la biografia completa in un poderoso volume (Dal Monte Rosa alla Terra dei Faraoni, Trento, Tangram, 2011), si sono susseguite numerose iniziative a ricordo dell'egittologo, soprattutto in occasione del quarantesimo anniversario della morte (27 dicembre 2008) e del centoventesimo della nascita (3 novembre 2009), allo scopo di contribuire a riscoprire e mantenere viva la sua memoria per quanto riguarda le sue origini, le motivazioni e le scelte della sua vita, il suo carattere unico, nonché l’analisi delle sue opere e della sua posizione nel contesto dell’Egittologia italiana: una mostra fotografica allestita presso la torre medievale di Battiggio a Vanzone e una conferenza tenuta nella chiesa parrocchiale del medesimo Comune, nell’estate del 2008; la conferenza “Dalle Alpi alla Piramidi” nel contesto della manifestazione “Montagne e dintorni”, presso il Castello visconteo di Vogogna, nel novembre del 2008. Nel luglio 2010 Damiano Oberoffer ha allestito una mostra di cartoline scritte e ricevute dall'egittologo, appartenute alla sua collezione personale, "Gli Album di Giuseppe Botti", sempre nella torre medievale di Battiggio a Vanzone.

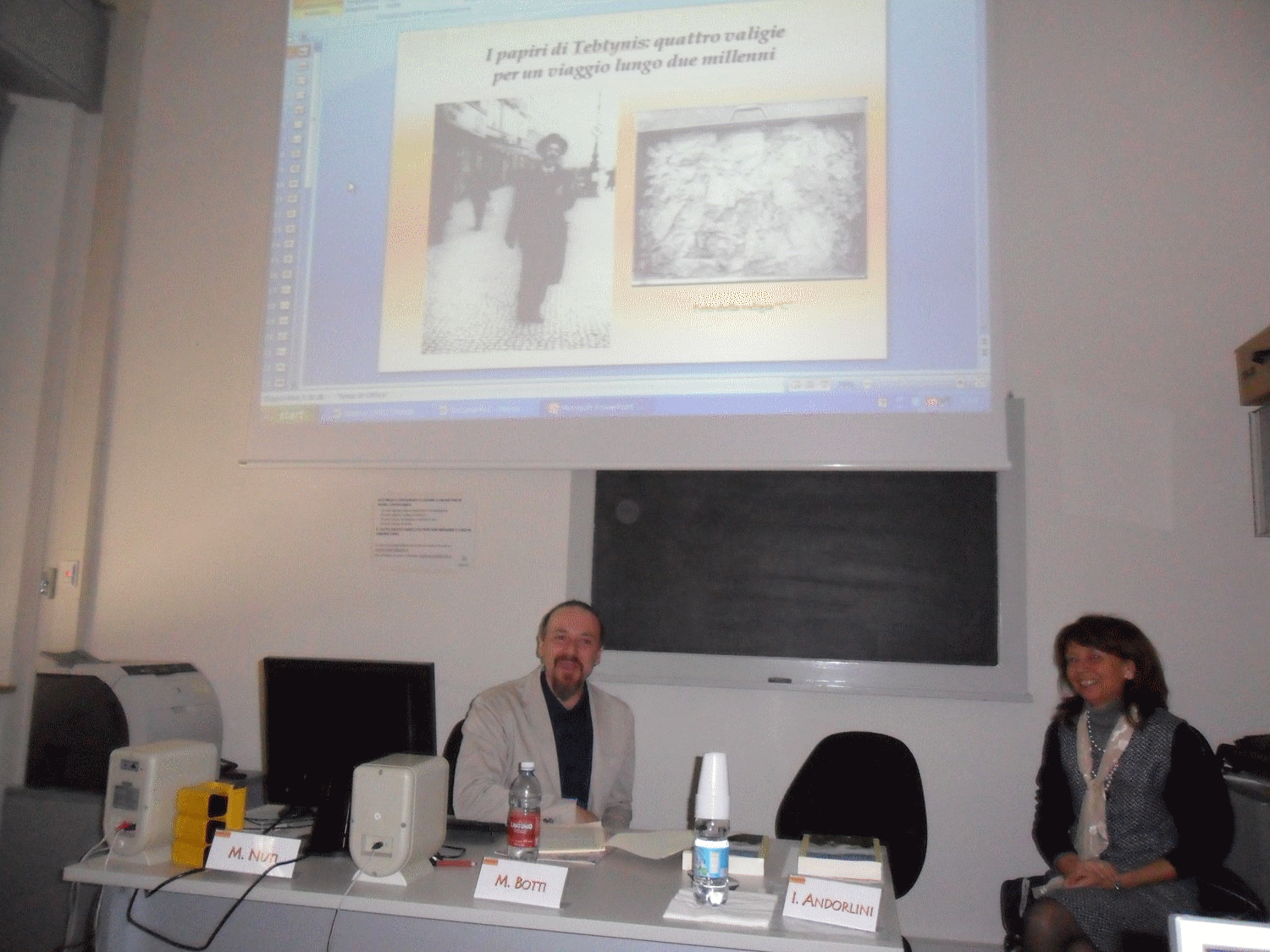
Relazione di Marco Botti alla V Giornata di Studio di Papirologia, Università di Parma, 21 aprile 2011.

Nel 2011, in occasione della presentazione della biografia pubblicata da Marco Botti, si sono tenuti degli eventi dedicati a Giuseppe Botti in terra ossolana: il Convegno di Studi Ossolani "Giuseppe Botti Egittologo" (Domodossola, Biblioteca Civica "G. Contini", 29 aprile 2011); la conferenza "Papirologia e archeologia, attraverso l'esempio di Giuseppe Botti" di Nicola Reggiani (Museo Archeologico di Mergozzo, 29 aprile 2011); una presentazione del volume al Salone del Libro del Verbano-Cusio-Ossola. Nello stesso aprile 2011 Marco Botti aveva presentato "I papiri di Tebtynis: quattro valigie per un viaggio lungo due millenni" nel corso della V Giornata di Studio di Papirologia "Editing Papyri On Line: classificazioni testuali e questioni lessicali" (20-21 aprile 2011) presso l'Università degli Studi di Parma.
Il 19 marzo 2019 presso l’Archivio di Stato di Torino si è svolto l'incontro "L'opera dell'egittologo Giuseppe Botti e l'archivio della famiglia di Totoes, vissuto nell'Egitto tolemaico", presentato da Alessandro Roccati.
Una nuova serie di eventi è stata organizzata in occasione del cinquantesimo anniversario della morte (27 dicembre 2018) e del centotrentesimo della nascita (3 novembre 2019) nella sua "terra d'elezione" parmense. Nel 2018 Marco Botti ha presentato "Isabella Andorlini e Giuseppe Botti" nel corso della Giornata di Studio di Papirologia "Papiri medici, ma non solo..." all'Università di Parma (13 novembre 2018; aveva già effettuato un intervento sullo stesso tema alla X Giornata di Studio di Papirologia "Papiri, medicina antica e cultura materiale: giornata in ricordo di Isabella Andorlini", presso la Casa della Musica a Parma, il 26 gennaio 2017). Nel 2019 si sono tenuti un convegno su "Giuseppe Botti: una vita per i papiri dell'antico Egitto" presso il Seminario Vescovile di Bedonia (5 ottobre 2019) e la XII Giornata di Studio di Papirologia "Giuseppe Botti: pioniere 'parmense' della Papirologia Demotica" all'Università di Parma (12 novembre 2019), con presentazione di una nuova raccolta completa degli articoli di Botti, curata da Alessia Bovo (Una vita per la Papirologia Demotica, Parma, Athenaeum, 2019).

## Opere principali
- La collezione Drovetti e i papiri del R. Museo Egizio in Torino, "Rendiconti dell'Accademia Nazionale dei Lincei", serie V, 30 (1921), 128-135 + 143-149.
- Frammenti di un testo storico in onore di Tutmosi III, "Rendiconti dell'Accademia Nazionale dei Lincei", serie V, 31 (1923), 348-353.
- Frammenti di registri di stato civile della XX Dinastia, ""Rendiconti dell'Accademia Nazionale dei Lincei", serie V, 31 (1923), 391-394.
- Il culto divino dei Faraoni, “Memorie della R. Accademia Nazionale dei Lincei”, serie V, 17 (1923), 141-168.
- (con Thomas Eric Peet), Il Giornale della necropoli di Tebe (Papiri ieratici del Museo di Torino, I), Torino, 1928.
- Who succeeded Ramesses IX–Neferkeré?, "Journal of Egyptian Archaeology" 14 (1928), 48-51.
- Il cofano n. 1969 del Museo Civico di Bologna, in Studies presented to Francis Lloyd Griffith, ed. by S. R. K. Glanville, London, 1932, 263-266.
- Gli scarabei di Ialisos, “Clara Rhodos” 8 (1936), 26-27.
- I papiri ieratici e demotici degli scavi italiani di Tebtynis. Comunicazione preliminare, in Atti del IV Congresso internazionale di Papirologia (Milano, 28 aprile – 2 maggio 1935), Milano, 1936, 217-223 (ristampa anastatica, Milano, 1976).
- Il libro per entrare nel mondo sotterraneo e per arrivare nella sala della Verità. Da un papiro ieratico funerario del R. Museo di antichità di Parma, “Atti della Società Colombaria Fiorentina”, 1938-39, 1-12.
- Il papiro demotico n. 1120 del Museo Civico di Pavia, “Bollettino Storico Pavese” II/2 (1939), 1-22.
- Documenti demotici del R. Museo Archeologico di Firenze, in Miscellanea Gregoriana. Raccolta di scritti pubblicati nel I Centenario della Fondazione del Museo Egizio (1839-1939), Città del Vaticano, 1941, 29-38.
- Testi demotici (Pubblicazioni dell’Istituto di Papirologia “G. Vitelli” della R. Università di Firenze, I), Firenze, 1941.
- Ernesto Schiaparelli. Ricordando il Maestro nel 13° annuale della sua morte, “Illustrazione Biellese”, anno XI, febbraio 1941, 9-23.
- Alcuni tipi di sarcofaghi e casse di mummie provenienti dagli scavi fiorentini di El Hibeh, in Scritti dedicati alla memoria di Ippolito Rosellini, nel primo centenario della morte (4 giugno 1943), Firenze, 1945, 85-108.
- Notizia sui frammenti del Papiro funerario n. 5404 del Museo Archeologico di Firenze, "Aegyptus" 27 (1947), 245-252.
- Buone notizie anche dal Museo Egizio di Firenze, "Aegyptus" 27 (1947), 252-254.
- Ippolito Rosellini (Commemorazione letta nell’aula magna storica dell’Università di Pisa), in Studi in memoria di Ippolito Rosellini nel primo centenario della morte (4 giugno 1843 – 4 giugno 1943), I, Pisa, 1949, 3-34.
- Alcune nuove accessioni del Museo Egizio di Firenze, "Aegyptus" 29 (1949), 118-125.
- Le sculture egizie da Tolemaide recanti iscrizioni, in G. Pesce, Il palazzo delle colonne in Tolemaide di Cirene, Roma, 1950, 70-75.
- (con Pietro Romanelli), Le sculture del Museo Gregoriano Egizio, Città del Vaticano, 1951.
- Il carro del sogno (Per un grato ricordo personale), "Aegyptus" 31 (1951), 192-198
- Scarabeo commemorativo della caccia ai leoni del Faraone Amenophis III nel Museo Egizio di Firenze, “Atti dell’Accademia Toscana di Scienze e Lettere La Colombaria” 17 (1952), 91-96.
- Le stele n. 1578 e n. 1655 del Museo egizio di Torino, “Archiv Orientální” 20 (1952), 337-341.
- Una statuetta del dio Thot-cinocefalo nel Museo Nazionale di Taranto, "Rendiconti dell'Accademia Nazionale dei Lincei, serie VIII, 8 (1953), 119-121.
- Due nuovi vasi canopi del Museo Egizio di Firenze, "Rendiconti dell'Istituto Lombardo" 86 (1953), 118-120.
- Due nuovi esemplari di stoffe copte nel Museo Egizio di Firenze, "Bollettino del Ministero della Pubblica Istruzione" 38 (1953), 112-114.
- Le antichità egiziane raccolte nel Museo dell’Accademia Etrusca di Cortona, “Nono annuario dell’Accademia Etrusca di Cortona”, N.S., 2 (1953), 21-23.
- La raccolta di antichità egizie Wilson-Barker e i papiri geroglifici funerari Bonzani del Museo Egizio di Firenze, "Aegyptus" 34 (1954), 63-75.
- Quello che anche l’Egittologia deve a Carlo Anti, in Anthemon. Scritti di Archeologia e Antichità Classiche in onore di Carlo Anti, Venezia, 1954, 1-8.
- Biglietti per l’oracolo di Soknebtynis in caratteri demotici, in Studi in memoria di Ippolito Rosellini nel primo centenario della morte (4 giugno 1843 – 4 giugno 1943), II, Pisa, 1955, 9-26.
- Le etichette di mummie in caratteri demotici del Museo Egizio di Torino, “Atti dell’Accademia Toscana di Scienze e Lettere La Colombaria” 19 (1954), 17-20.
- Le antichità egiziane del Museo dell’Accademia di Cortona ordinate e descritte, Firenze, 1955.
- Piccoli monumenti con iscrizioni demotiche del Museo Egizio di Torino, "Aegyptus" 35 (1955), 39-42.
- Una statuetta funeraria del principe egizio Djedptahefonkh nel Museo del Palazzo della Silva in Domodossola, "Rendiconti dell'Istituto Lombardo" 88 (1955), 1-5.
- Nuove accessioni del Museo Egizio di Firenze con iscrizioni geroglifiche, “Epigraphica” 16 (1954), 3-17.
- Statuette per stendardi funerari del Museo Egizio di Torino, in Studi in onore del prof. U. E. Paoli, Firenze, 1955, 145-148.
- A fragment of the Story of a Military Expedition of Tuthmosis III to Syria, "Journal of Egyptian Archaeology" 41 (1955), 64-66.
- Le monete alessandrine da El Hibeh nel Museo Egizio di Firenze, "Aegyptus" 35 (1955), 245-274 [con Erratum corrige, "Aegyptus" 36 (1956), 115].
- Busto della statua di un dignitario della XXVII Dinastia nel Museo Egizio di Firenze, "Bollettino del Ministero della Pubblica Istruzione" 41 (1956), 147-149.
- Il culto di Sobek nel Fayoum in un papiro ieratico da Tebtynis dell’epoca di Adriano, in Atti dell’VIII Congresso internazionale di Storia delle Religioni (Roma 17-23 aprile 1955), Firenze 1956, 239-242.
- Vasetto in rame con iscrizione demotica del Museo Egizio di Torino, “Atti dell’Accademia Toscana di Scienze e Lettere La Colombaria” 21 (1956), 27-29.
- Papiri demotici di età imperiale da Tebtynis, in Studi in onore di A. Calderini e R. Paribeni, II, Milano-Varese, 1957, 75-86.
- Sobek, signore della Terra del Lago. (Il testo dei frammenti di parte del Papiro geroglifico Amherst integrato con quello di un papiro ieratico da Tebtynis), "Rivista di Studi Orientali" 32 (1957) = Scritti in onore di Giuseppe Furlani, 257-268.
- Papiri figurati e dipinti, in Papiri della Società Italiana, XIV, a cura di V. Bartoletti, Firenze, 1957, 174-180.
- Le casse di mummie e i sarcofagi da El Hibeh nel Museo egizio di Firenze (Studi dell’Accademia Toscana di Scienze e Lettere “La Colombaria”, V), Firenze, 1958.
- La glorificazione di Sobk e del Fayyum in un papiro ieratico da Tebtynis (Analecta Aegyptiaca, VIII), Copenhagen, 1959.
- Il contratto di matrimonio del Museo Gregoriano Egizio del Vaticano (papiro demotico 2037 B), “Mitteilungen des Deutschen Archäologischen Instituts Kairo” 16 (1958) = Festschrift Junker, II, 1-4.
- Note sulle sculture egittizzanti del Palatino (appendice all’articolo di A. Bartoli, Tracce di culti orientali sul Palatino imperiale), “Rendiconti della Pontificia Accademia Romana di Archeologia” 29 (1956-57), 35-39.
- (con Aksel Volten), Florentiner fragmente zum Texte des Pap. Insinger, “Acta Orientalia” 25 (1960), 29-42.
- Minima demotica, “Acta Orientalia” 25 (1960), 189-196.
- Illustri rappresentanti egizi nel Museo di Palazzo Silva, “Illustrazione Ossolana”, anno III, 2-3 (aprile-settembre 1961), 34-37.
- Un nuovo rilievo parietale della tomba del dignitario ’Imn-m-int nel Museo di Antichità in Parma, "Zeitschrift für Ägyptische Sprache" 90 (1963), 10-13.
- Due stele della Collezione egizia del Museo Nazionale di Napoli, in Studi F. Gabrieli, Roma, 1964, 41-50.
- Statuetta del dio Atum da Ercolano, "Bollettino del Ministero della Pubblica Istruzione" 49 (1963), 1-4.
- I cimeli egiziani del Museo di Antichità di Parma, Firenze, 1964.
- Frammenti di papiri ieratici della XX Dinastia nel Museo Egizio di Firenze, "Oriens Antiquus" 3 (1964), 221-226.
- Illustri dignitari dell’antico Egitto ospiti nel Museo di Antichità di Parma, “Aurea Parma” 48, fasc. III (settembre-dicembre 1964), 223-229.
- L’archivio demotico da Deir El-Medineh nel Museo egizio di Torino. Breve comunicazione preliminare, in Atti dell’XI Congresso Internazionale di Papirologia (Milano, 2-8 settembre 1965), Milano, 1966, 92-95.
- L’archivio demotico da Deir El-Medineh (Catalogo del Museo Egizio di Torino. Ser. I: Monumenti e testi, I), parte I (testo), parte II (illustrazioni), Firenze, 1967.
- Il libro del respirare e un suo nuovo esemplare nel Papiro demotico n. 766 del Museo Egizio di Torino, "Journal of Egyptian Archaeology" 54 (1968), 223-230.